# 瑞典柯基犬

瑞典柯基犬（Swedish Vallhund）是起源于6世纪的小型犬，原产地瑞典，主要任务是牧牛和捕鼠，该犬种与威尔斯柯基犬有明显的相似处。

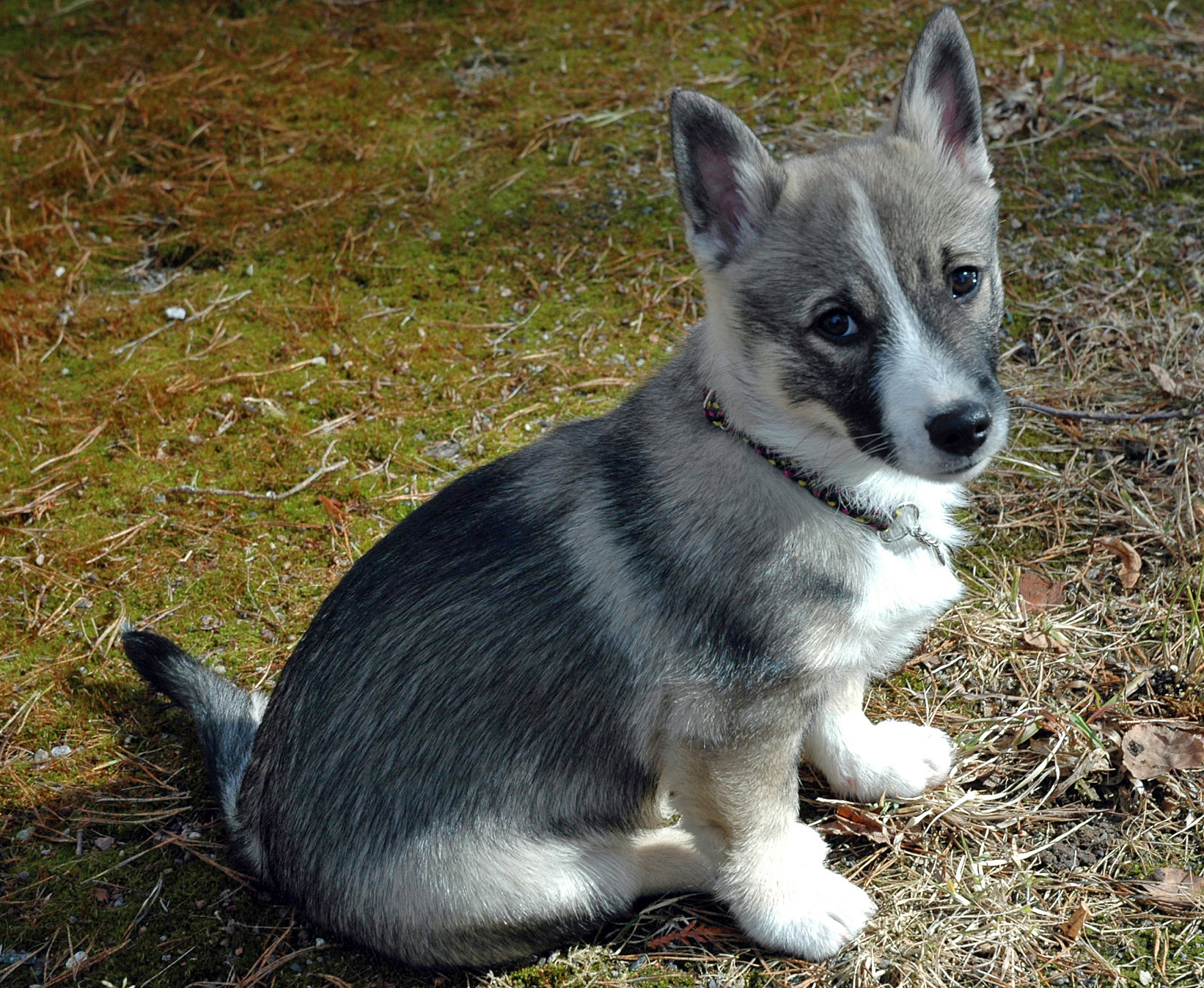
瑞典柯基犬的幼崽

## 历史
1942年该品种曾频临绝种，犬类专家做了很大的努力来复兴这一品种，使其数量不断上升。1948年，瑞典养狗人俱乐部对该犬种予以认可。1964年，瑞典人将该犬种更名为，现该犬种广泛分布于世界各地。有观点称瑞典柯基犬是欧洲各国柯基犬的先祖，但该观点尚有争议。

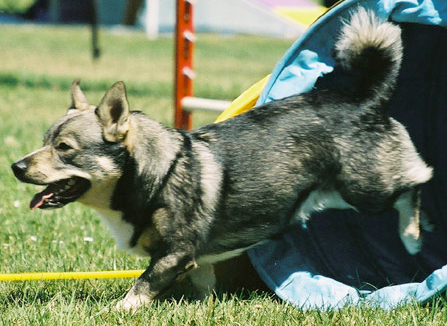
比赛中的瑞典柯基犬